# Adania Shibli
Adania Shibli (ur. 1974 w Palestynie) – palestyńska pisarka i wykładowczyni, autorka powieści, sztuk, esejów i opowiadań.

## Życiorys
Urodziła się w 1974 roku w Palestynie. Doktoryzowała się na University of East London w dziedzinie medioznawstwa i kulturoznawstwa. Wykładała m.in. na University of Nottingham i Uniwersytecie w Bir Zajt.
W 1996 roku zaczęła publikować na łamach czasopism literackich. W jej dorobku znajdują się powieści, sztuki, eseje i opowiadania. Choć włada sześcioma językami, tworzy literaturę niefikcjonalną jedynie w języku arabskim. Została dwukrotną laureatką nagród literackich przyznawanych przez fundację A.M. Quattana.
W 2017 roku ukazała się jej powieść Drobny szczegół, nad którą Shibli pracowała dwanaście lat. Utwór łączy opartą na faktach historię zgwałconej i zamordowanej w 1949 roku przez żołnierzy izraelskich Beduinki z wątkiem fikcyjnego, współczesnego śledztwa palestyńskiej dziennikarki. Angielski przekład powieści autorstwa Elisabeth Jaquette został nominowany do International Booker Prize (2021) i National Book Award. Z kolei niemieckie tłumaczenie spotkało się z mieszanym odbiorem: niektórzy krytycy zarzucili dziełu stronniczość. Przekład zdobył w 2023 roku LiBeraturpreis, lecz organizatorzy wyróżnienia zdecydowali odwołać galę przyznania nagrody podczas Targów Książki we Frankfurcie nad Menem, powołując się na wybuch wojny Izraela z Hamasem 7 października 2023 roku i twierdząc, że decyzja została podjęta wraz z Shibli, choć wkrótce okazało się, iż nie konsultowano sytuacji z autorką. Decyzja spotkała się z szeroką krytyką. Do 16 października ponad 600 pisarzy i wydawców podpisało list otwarty potępiający decyzję, w tym Colm Tóibín, Hari Kunzru, Hisham Matar, Kamila Shamsie i nobliści Abdulrazak Gurnah, Annie Ernaux i Olga Tokarczuk.
Shibli dzieli czas między Palestynę i Niemcy.

## Dzieła wydane w jęz. polskim
- Drobny szczegół. Hanna Jankowska (tłum.). Drzazgi, 2023. ISBN 978-83-968988-0-7. Brak numerów stron w książce